# Cord Cleque
Cord Cleque (Lima, Provincia de Lima, Perú, 9 de octubre de 1986) es un futbolista peruano que juega como Lateral derecho  en el Universidad San Marcos de la Primera División Master del Perú.

## Selección nacional
En agosto del 2016, fue convocado a la lista preliminar por primera vez de la selección peruana por Ricardo Gareca para los duelos contra Bolivia en La Paz y Ecuador en Lima, por las fechas dobles (7 y 8) de las eliminatorias rumbo al Mundial 2018 realizado en Rusia.

## Clubes
| Club                   | País | Año         |
| ---------------------- | ---- | ----------- |
| White Star             | Perú | 2005-2007   |
| Íntimos Cable Visión   | Perú | 2008-2009   |
| Atlético Minero        | Perú | 2010        |
| Sport Ancash           | Perú | 2011-2012   |
| Sport Huancayo         | Perú | 2013 - 2018 |
| Unión Comercio         | Perú | 2018 - 2019 |
| Comerciantes Unidos    | Perú | 2019        |
| Carlos Stein           | Perú | 2020        |
| Universidad San Marcos | Perú | 2021 -      |

## Palmarés

### Distinciones individuales
| Distinción                                                                                          | Año  |
| --------------------------------------------------------------------------------------------------- | ---- |
| Incluido en el equipo ideal del Torneo de Verano de Perú según el portal periodístico DeChalaca.com | 2017 |